# The Ghoul
The Ghoul (em português: O carniçal ou O ente diabólico No Brasil o ente diabólico) é uma produção cinematográfica inglesa de 1975, dirigida por Freddie Francis e estrelada por Peter Cushing.

## Sinopse
Horror não exibido nos cinemas brasileiros. Terceiro filme produzido pela Tyburn Film Productions. Foi filmado em locações do Pinewood Studios, Iver Heath e Buckinghamshire, na Inglaterra. Na década de 1920, após uma festa, os amigos Billy (Bevan) e Daphne (Carlson), Geoffrey (McCulloch) e Angela (Bastedo) apostam corrida de carro. O de Billy sofre acidente e, enquanto ele busca socorro, Daphne se aloja na mansão do Dr. Lawrence (Cushing), depois de fugir do jardineiro deste, o ameaçador Tom (Hurt), que acaba matando Billy e destruindo seu carro. Na mesma noite Daphne é assassinada por um criado hindu de Lawrence, Ayah (Watford). Procurando pelos amigos, Geoffrey e Angela localizam o carro destruído. Tom sequestra Angela, mas Geoffrey vai apurar o caso e constata que o Doutor Lawrence, ex-padre que perdeu a fé em uma estada na Índia, mantém na prisão a sinistra figura de um canibal (Henderson).

## Elenco
- Peter Cushing - Doutor Lawrence
- John Hurt - Tom Rawlings
- Alexandra Bastedo - Angela
- Gwen Watford - Ayah
- Veronica Carlson - Daphne Wells Hunter
- Don Henderson - The Ghoul
- Ian McCulloch - Geoffrey
- Stewart Bevan - Billy
- Dan Meaden - Sargento da polícia